# Caecidotea barri
Caecidotea barri là một loài động vật giáp xác thuộc họ Asellidae. Đây là loài đặc hữu của Hoa Kỳ.